# Elena Giurcă
Elena Giurcă (11 de enero de 1946-septiembre de 2013) fue una deportista rumana que compitió en remo como timonel.
Participó en dos Juegos Olímpicos de Verano en los años 1976 y 1980, obteniendo una medalla de bronce en Montreal 1976 en la prueba de cuatro scull con timonel.
Ganó cuatro medallas en el Campeonato Mundial de Remo entre los años 1974 y 1979, y una medalla en el Campeonato Europeo de Remo de 1969.

## Palmarés internacional
| Juegos Olímpicos   | Juegos Olímpicos         | Juegos Olímpicos  | Juegos Olímpicos         |
| Año                | Lugar                    | Medalla           | Prueba                   |
| ------------------ | ------------------------ | ----------------- | ------------------------ |
| 1976               | Montreal (Canadá)        | Medalla de bronce | Cuatro scull con timonel |
| Campeonato Mundial |                          |                   |                          |
| Año                | Lugar                    | Medalla           | Prueba                   |
| 1974               | Lucerna (Suiza)          | Medalla de plata  | Cuatro scull con timonel |
| 1977               | Ámsterdam (Países Bajos) | Medalla de plata  | Cuatro scull con timonel |
| 1977               | Ámsterdam (Países Bajos) | Medalla de bronce | Cuatro con timonel       |
| 1979               | Bled (Yugoslavia)        | Medalla de bronce | Cuatro scull con timonel |
| Campeonato Europeo |                          |                   |                          |
| Año                | Lugar                    | Medalla           | Prueba                   |
| 1969               | Klagenfurt (Austria)     | Medalla de bronce | Ocho con timonel         |